# Олесниця (гміна, Сташовський повіт)
Гміна Олесниця (пол. Gmina Oleśnica) — сільська гміна у східній Польщі. Належить до Сташовського повіту Свентокшиського воєводства.
Станом на 31 грудня 2011 у гміні проживало 3949 осіб.

## Територія
Згідно з даними за 2007 рік площа гміни становила 53.51 км², у тому числі:
- орні землі: 85.00%
- ліси: 6.00%

Таким чином, площа гміни становить 5.79% площі повіту.

## Населення
Станом на 31 грудня 2011:
| Опис     | Загалом | Загалом | Чоловіки | Чоловіки | Жінки | Жінки |
| -------- | ------- | ------- | -------- | -------- | ----- | ----- |
| одиниця  | осіб    | %       | осіб     | %        | осіб  | %     |
| все      | 3949    | 100     | 1979     | 50.11    | 1970  | 49.89 |
| міське   | 0       | 100     | 0        |          | 0     |       |
| сільське | 3949    | 100     | 1979     | 50.11    | 1970  | 49.89 |

## Сусідні гміни
Гміна Олесниця межує з такими гмінами: Лубніце, Пацанув, Ритв'яни, Стопниця, Тучемпи.